# 奧亞季河
奧亞季河是俄羅斯的河流，位於沃洛格達州和列寧格勒州，屬於斯維里河的左支流，河道全長266公里，流域面積5,220平方公里，河口流量平均每秒51.8立方米。